# Leśniaki Chabielskie
Leśniaki Chabielskie – wieś sołecka w Polsce położona w województwie łódzkim, w powiecie bełchatowskim, w gminie Szczerców. 

## Historia
Wieś powstała jako osada leśna w majątku ziemskim Chabielice, istniał tam niewielki folwark i osada włościańska.
Według spisu z 1836 we wsi było 7 chałup drewnianych krytych słomą. W 1844 folwark i wieś zostały wydzielone z dóbr Chabielice, właścicielem został Józef Kozłowski, z zawodu geometra.

W drugiej połowie XIX wieku wieś i folwark Leśniaki należały do gminy i parafii Chabielice, w powiecie piotrkowskim. Były w niej 4 domy (zagrody ), 46 mieszkańców oraz 9 mórg obszaru. Przy folwarku był dwór i dwa domy, 14 mieszkańców i 204 morgi gruntu.

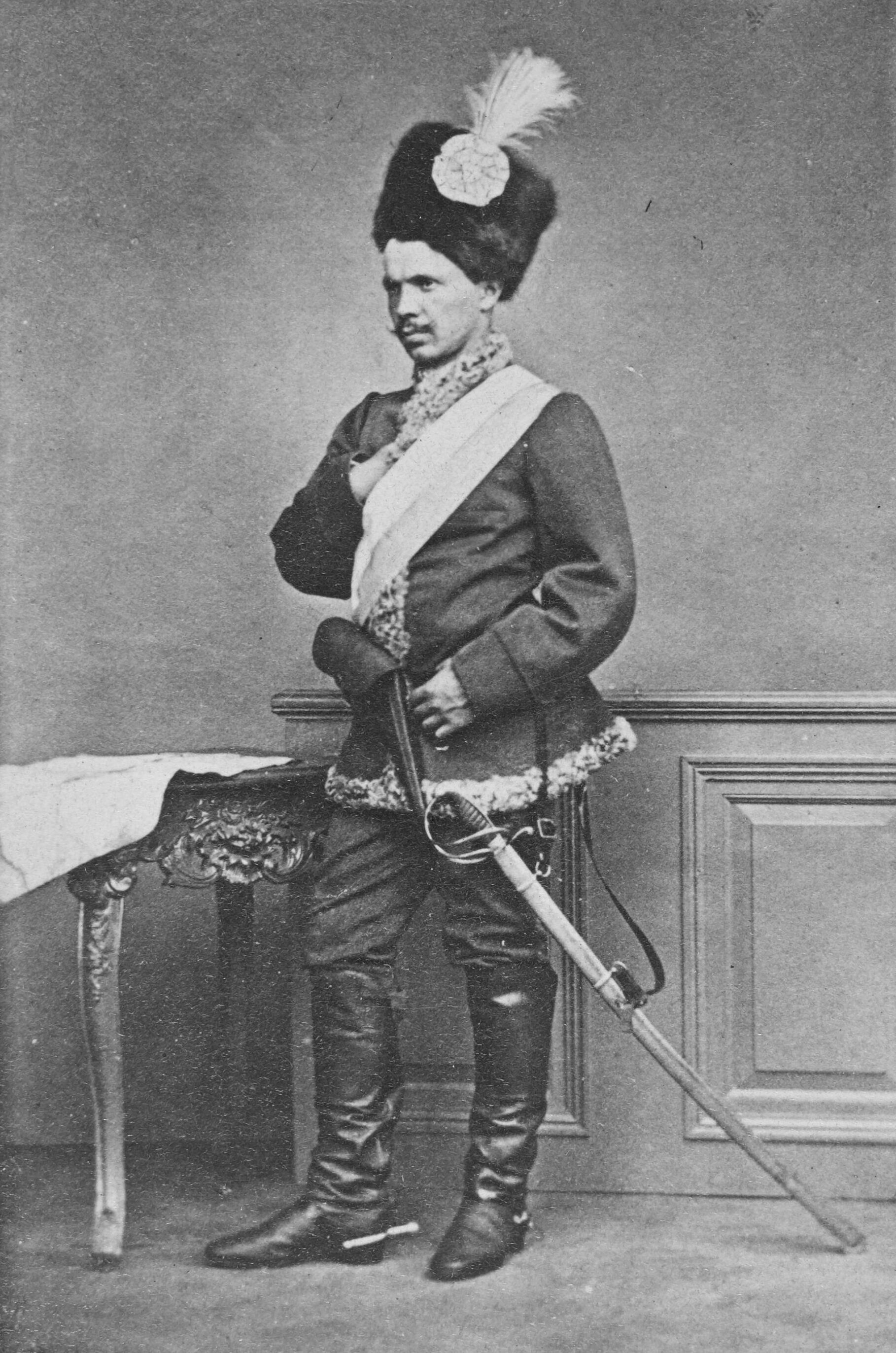
Teodor Cieszkowski.

10 kwietnia 1863 Leśniaki były miejscem tragicznych wydarzeń. W dworze Józefa Kozłowskiego schronili się powstańcy z oddziału pułkownika Teodora Cieszkowskiego, rozbitego przez wojska rosyjskie pod Broszęcinem, unosząc z miejsca starcia ciężko postrzelonego dowódcę. Tam też dopadła ich pogoń. Rozwścieczeni, zapewne dużymi stratami w bitwie kozacy, zabili ciosami lanc i strzałami z pistoletu leżącego w łóżku rannego Cieszkowskiego. Zginęli również jego towarzysze: dwudziestoletni syn gospodarza Hipolit Kozłowski, Józef Bykowski (21 lat) z Głupic i Tomasz Witkowski (18 lat) z Kopytów. Dwór i folwark splądrowano. Opis tamtych tragicznych wydarzeń został zamieszczony w krakowskiej gazecie Czas z 29 kwietnia 1863:
(...) Podamy wam tylko jedno nazwisko, nazwisko firmowe towarzystwa wszelkich okrucieństw (...) kapitana konsystującego w Wieluniu pułku, Rafałowicza. (...) Ten to człowiek do leżącego w łóżku Cieszkowskiego trzy razy o dwa kroki wystrzelił a rozbiwszy mu czaszkę, wziął mózg w rękę i rzucił w twarz starcowi u którego Cieszkowski leżał, on tegoż starca wypoliczkował i syna zabić kazał.

W pobliskim Stanisławowie zostali zabici major Polikarp Krąkowski (36 lat) z Bartodziejów, Stefan Szymański (18 lat) i Jan Imielski (22 lata) z Wiązowej Woli,
zamordowani od kozaków jak napisał w aktach zgonów ks.Stanisław Wiśniewski – proboszcz parafii Chabielice.
11 kwietnia 1863 pod Praszką, część oddziału rosyjskiego (30 żołnierzy), wiozącą łupy z dworu w Leśniakach, dogonił i rozbił Oxiński. Dobra odzyskał, a kozaków wyciął w pień mszcząc się za zamordowanie Cieszkowskiego i jego towarzyszy.

W 1888 jak podaje Informator : przewodnik handlowo-przemysłowy Cesarstwa Rossyjskiego, Królestwa Polskiego i Warszawy właścicielem majątku ziemskiego Leśniaki był Seweryn Kozłowski. 
25-27 marca 1939 po zakończeniu mobilizacji w Leśniakach i innych miejscowościach wokół Chabielic zakwaterowano żołnierzy 84 Pułku Strzelców Poleskich z 30 Dywizji Strzelców Poleskich, która wchodziła w skład armii ,,Łódź”. Żołnierze brali udział w pracach przy budowie fortyfikacji obronnych oraz w szkoleniach poligonowych. 19 maja 1939 w czasie ćwiczeń granatnikowych, w żołnierzy z 11 i 12 kompanii IV batalionu uderzył piorun. Śmiertelnie porażony został strzelec Łasek, mieszkaniec podpiotrkowskiego Koła.

W latach czterdziestych, po zakończeniu II wojny w rejonie Leśniaków działali  żołnierze wyklęci , był to działający w ramach III komendy Konspiracyjnego Wojska Polskiego, oddział pod krypt. „Balon” Andrzeja Jaworskiego ps. „ Marianek“.
26 lutego 1948 „Marianek“ nocujący wraz z towarzyszami w jednym z gospodarstw w Leśniakach, został zaskoczony przez milicjantów z Chabielic. W wyniku gwałtownej strzelaniny zginął komendant chabielickiego posterunku MO Szymański oraz żołnierz KWP, mieszkaniec Chabielic, Mirosław Pająk. Zwłoki M. Pająka zawieziono wpierw do Szczercowa na posterunek UB, potem częściowo obnażone, wyłożono na widok publiczny na placu przed chabielickim kościołem. Na wetkniętym w usta kiju widniał napis Tak zginie, każdy kto podniesie rękę na władzę ludową.
W latach 1975–1998 miejscowość administracyjnie należała do gminy Szczerców w województwie piotrkowskim.